# فدراسیون بسکتبال مولداوی
فدراسیون بسکتبال مولداوی (رومانیایی: Federația de Baschet din Moldova) نهاد اداره کننده ورزش بسکتبال در کشور مولداوی است. این فدراسیون که در سال ۱۹۹۱ تاسیس شده مقر آن در شهر کیشیناو قرار دارد.